# Yozo Aoki
Yozo Aoki (10. april 1929 - 23. april 2014) var en japansk fodboldspiller. Han spillede for Japans fodboldlandshold.

## Japans fodboldlandshold
| Japans landshold | Japans landshold | Japans landshold |
| År               | Kmp              | Mål              |
| ---------------- | ---------------- | ---------------- |
| 1955             | 1                | 0                |
| Total            | 1                | 0                |